# 小田全宏
小田 全宏（おだ ぜんこう、1958年11月3日 - ）は、日本の実業家。

## 略歴
滋賀県彦根市出身で、東京大学法学部を卒業して松下政経塾へ入塾する。
27歳から陽転思考の講演などで人づくりが生涯の課題と唱え、立候補者による公開討論会を企図する「リンカーン・フォーラム」、「首相公選の会」、「日本政策フロンティア」などを設立する。2003年に、NPO法人「富士山を世界遺産にする国民会議」運営委員長になり、記憶力向上アクティブ・ブレイン・プログラムを始める。2008年に、太陽光発電の日本版固定買取制度実現を目指す「GEIN」を岡田武史と共同代表で設立する。2019年に一般社団法人「ジャパン・スピリット協会」を設立する。2020年に真言宗弘法寺管長を兼任する。2024年6月現在、自民党都連が政治家を目指す者向けに運営する「TOKYO自民党政経塾」の塾長代行、コーディネイターを務める。2024年東京都知事選では、小池百合子に対抗して立候補した無所属の石丸伸二の選挙対策本部長を自民党に所属のまま務めている。
妻は、元自民党衆議院議員で自民党都連最高顧問の深谷隆司（「TOKYO自民党政経塾」の塾長も務める）の次女で、弘法寺尼僧の小田海光。

## 役職
株式会社ルネッサンス・ユニバーシティ 代表取締役、認定NPO法人富士山世界遺産会議 運営委員長、一般社団法人未来音楽企画 代表理事、一般社団法人アクティブ・ブレイン協会、東京オーケストラ未来 代表、一般社団法人ジャパン・スピリット協会 理事長、真言宗弘法寺 管長、NPO法人日本政策フロンティア理事長

## 雑記
卓球やフルートを趣味として、2008年にサントリーホールブルーローズでフルートリサイタルを自己開催し、2011年にサントリーホール大ホールで自作交響組曲「大和」を演奏する。2016年にYoutube「風の声チャンネル」で篠笛とフルートを披露する。

## 著書
- 「コスミック・マネージメント」（エモーチオ）
- 「陽転思考」（日本コンサルタントグループ）
- 「公開討論会の開き方」（毎日新聞社）
- 「首相公選で日本はこう変わる」（角川書店）
- 「＜政治参加する＞7つの方法」（共著・講談社）
- 「日本国改造プログラム」（PHP研究所）
- 「新・陽転思考」（日本コンサルタントグループ）
- 「黎明即起」（エモーチオ）
- 「国民が目覚めるとき」（PHP研究所）
- 「首相公選」（サンマーク出版）
- 「松下幸之助翁　82の教え」（小学館）
- 「1分間松下幸之助」（ソフトバンククリエイティブ）
- 「日本人の神髄」（サンマーク出版]）
- 「「絶対記憶」メソッド」（PHP研究所）
- 「幸運脳をひらけ」（ショパン）
- 「小田全宏フルート作品集　夢の光」（ショパン）
- 「最高の人生教科書　易経」（PHP研究所）
- 「脳のしつけ」（サンマーク出版）
- 「頭がいい人の脳の使い方」(あさ出版)